# Tacupampa
Tacupampa, auch Vallecito genannt, ist ein kleines Dorf im Nordwesten Argentiniens. Es gehört zum Departamento Iruya in der Provinz Salta und liegt etwa vier Kilometer südlich der Ortschaft San Pedro.